# Матильда Французская
Матильда Французская (943, Дессау, Ангальт-Дессау — 27 января 992) — принцесса Франции из династии Каролингов; дочь Людовика IV и Герберги Саксонской. В браке с Конрадом I королева-консорт Бургундии с приблизительно 964 года до смерти.

## Жизнь
Матильда родилась в конце 943 года в семье короля Франции Людовика IV, правителя Западно-Франкского королевства, и его жены Герберги Саксонской, сестры короля Германии Оттона I. К моменту её рождения правление Каролингов уже ослабло: король Людовик пытался укрепить своё положение с помощью брака с германской принцессой, в то время как ему приходилось сражаться с герцогами Нормандии и силами своего соперника из рода Робертинов Гуго Великим.
Когда брат Матильды, 13-летний Лотарь, взошёл на престол в 954 году, их мать Герберга стал регентом. В 964 году Матильда была выдана замуж за Конрада I из рода Вельфов, правителя бургундского королевства Арелат (с 937 года). Король Конрад всецело полагался на поддержку Оттона I, императора Священной Римской империи (с 962 года), дядю Матильды по материнской линии и мужа сестры Конрада Адельгейды. В качестве приданого молодая королева принесла супругу город Вьен, подарок её брата Лотаря.

## Дети
- Герберга (ок. 965—1018/19)

∞ Герман I, граф Верля
∞ Герман II, герцог Швабии
- Берта (967 — после 1010)[3]

∞ Эд I, граф Блуа
∞ Роберт II, король Франции
- Рудольф III, король Бургундии (ок. 970—1032)[3]
- Матильда (род. 975)

∞ (возможно) Роберт, граф Женевы